# クリス・マークエット
クリス・マークエット（Chris Marquette, 1984年10月3日 - ）は、アメリカ合衆国の俳優、声優である。

## 来歴
1984年、フロリダ州スチュアート生まれ。父親は原子力工学のエンジニア。子役としてキャリアをスタートさせ、1993年にコマーシャルへ出演してテレビデビューを飾る。1995年の11歳の時にテレビ番組『サタデー・ナイト・ライブ』へ出演。同年ミラ・ソルヴィーノ主演の『スウィート・ナッシング』で映画デビューも果たした。それ以降、コマーシャルやテレビドラマの脇役などでコンスタントに役者としてのキャリアを築き、2000年代に入ると『おとぼけスティーブンス一家』や『ER緊急救命室』など数多くの話題のドラマへも出演する。
映画においてもエミール・ハーシュ主演のコメディ『ガール・ネクスト・ドア』でのハーシュの同級生役や、『ファンボーイズ』におけるオタクな学生役などを演じて徐々に知名度も上昇。声優としても『ハムナプトラ』のアニメ版へのレギュラー出演やディズニー製作の『学園パトロール フィルモア』へ出演するなど、順調に出演作を増やしており、幅広く役者としての地位を確立している。

## 出演作品

### 映画
| 公開年 | 邦題 原題                                                    | 役名                             | 備考       |
| ------ | ------------------------------------------------------------ | -------------------------------- | ---------- |
| 1995   | スウィート・ナッシング Sweet Nothing                         | リッチー                         |            |
| 1998   | ノア Noah                                                    | ダニエル                         | テレビ映画 |
| 1999   | ランスキーアメリカが最も恐れた男 Lansky                      | ジェイク・ランスキー（9歳-11歳） | テレビ映画 |
| 2000   | 孤独なスーパーヒーロー Up, Up, and Away!                     | ランディ                         | テレビ映画 |
| 2000   | ピノキオとゼペット Geppetto                                  | Featured                         | テレビ映画 |
| 2003   | フレディVSジェイソン Freddy vs. Jason                        | チャーリー・リンダマン           |            |
| 2004   | ガール・ネクスト・ドア The Girl Next Door                    | イーライ                         |            |
| 2005   | アメリカン・ガン American Gun                                | デヴィッド                       |            |
| 2005   | ジャスト・フレンズ Just Friends                              | マイク                           |            |
| 2006   | アルファ・ドッグ 破滅へのカウントダウン Alpha Dog            | キース                           |            |
| 2007   | 臨死 The Invisible                                           | ピート                           |            |
| 2009   | ファンボーイズ Fanboys'                                      | ライナス                         |            |
| 2009   | ウィッチマウンテン/地図から消された山 Race to Witch Mountain | ポープ                           |            |
| 2009   | ビッグ・バグズ・パニック Infestation                         | クーパー                         |            |
| 2011   | ザ・ライト -エクソシストの真実- The Rite                     | エディ                           |            |
| 2011   | 顔のないスパイ The Double                                    | オリバー                         |            |
| 2014   | インファナル・ディール 野蛮な正義 Bad Country                | フィッチ                         |            |

### テレビシリーズ
| 放映年    | 邦題 原題                                               | 役名                       | 備考         |
| --------- | ------------------------------------------------------- | -------------------------- | ------------ |
| 1996      | Aliens in the Family                                    | アダム・ブロディ           | 8エピソード  |
| 1996      | ビバリーヒルズ高校白書 Beverly Hills, 90210             | アレックス                 | 1エピソード  |
| 1997      | ロー&オーダー Law & Order                               | リッキー                   | 1エピソード  |
| 1999      | 刑事ナッシュ・ブリッジス Nash Bridges                   | エディ                     | 1エピソード  |
| 2000      | ER緊急救命室 ER                                         | マーティ・ドーセット       | 1エピソード  |
| 2000      | おとぼけスティーブンス一家 Even Stevens                 | カーティス・スティーブンス | 1エピソード  |
| 2000-2005 | ダナ＆ルー リッテンハウス女性クリニック Strong Medicine | マーク・デルガド           | 31エピソード |
| 2001-2002 | Pasadena                                                | メイソン・マカリスター     | 13エピソード |
| 2002      | ボストン・パブリック Boston Public                      | ヘンリー・フリアーズ       | エピソード   |
| 2003-2005 | Joan of Arcadia                                         | アダム                     | 44エピソード |
| 2006      | HUFF〜ドクターは中年症候群 Huff                         | ジェームズ                 | 3エピソード  |
| 2010      | Weeds ママの秘密 Weeds                                  | トリップ                   | 2エピソード  |
| 2010      | クリミナル・マインド FBI行動分析課 Criminal Minds       | ジミー                     | 1エピソード  |
| 2011      | Dr.HOUSE House M.D.                                     | ダニー・ジェニングス       | 1エピソード  |
| 2012      | アウェイク 〜引き裂かれた現実 Awake                     | ケネス・ジョーンズ         | 1エピソード  |
| 2012      | Hawaii Five-0                                           | セス                       | 1エピソード  |
| 2018      | バリー Barry                                            | クリス                     |              |

### テレビアニメ
- Xyber 9: New Dawn (1999)
- The Kids from Room 402 (1999)
- ロケット・パワー Rocket Power (2000, 2002)
- ジンジャーの青春日記 As Told by Ginger (2001)
- Lloyd in Space (2001)
- ハムナプトラ The Mummy: The Animated Series (2001 - 2003)
- ワイルド・ソーンベリーズ The Wild Thornberrys (2002 - 2003)
- 学園パトロール フィルモア Fillmore! (2003 - 2004)

### OVA
- わんちゃんたちのクリスマスキャロル An All Dogs Christmas Carol (2008)

### テレビ番組
- サタデー・ナイト・ライブ Saturday Night Live (1995)